# John Tomlinson, Baron Tomlinson
John Tomlinson, Baron Tomlinson (n. 1 august 1939, Londra, Anglia, Regatul Unit – d. 20 ianuarie 2024) a fost un om politic britanic, membru al Parlamentului European în perioadele 1984-1989, 1989-1994 și 1994-1999 din partea Regatului Unit.